# Listă de submarine ale Imperiului German utilizate în Primul Război Mondial
În timpul Primului Război Mondial, Marina Imperială Germană (Kaiserliche Marine) deținea aproximativ 380 de submarine de luptă (U-boot). Primele 4 U-booturi (U-1, U-2, U-3, U-4) germane au fost construite înainte de anul 1910, însă au servit la antrenarea echipajelor de submarin. Submarinele germane U-boot utilizate în Primul Război Mondial au fost împărțite în trei serii. Litera U desemna submarinele utilizate în lupta în largul oceanului, literele UB desemnau submarinele de atac la coastă iar literele UC desemnau submarinele puitoare de mine marine la coastă.

### U-booturi
Submarinele U-boot au fost concepute pentru apele adânci din mări și oceane, au fost desemnate cu un prefix U și numerotate până la 167.

#### De la U-1 la U-100
- U-1
- U-2
- U-3
- U-4
- U-5
- U-6
- U-7
- U-8
- U-9
- U-10
- U-11
- U-12
- U-13
- U-14
- U-15
- U-16
- U-17
- U-18
- U-19
- U-20
- U-21
- U-22
- U-23
- U-24
- U-25
- U-26
- U-27
- U-28
- U-29
- U-30
- U-31
- U-32
- U-33
- U-34
- U-35
- U-36
- U-37
- U-38
- U-39
- U-40
- U-41
- U-42
- U-43
- U-44
- U-45
- U-46
- U-47
- U-48
- U-49
- U-50
- U-51
- U-52
- U-53
- U-54
- U-55
- U-56
- U-57
- U-58
- U-59
- U-60
- U-61
- U-62
- U-63
- U-64
- U-65
- U-66
- U-67
- U-68
- U-69
- U-70
- U-71
- U-72
- U-73
- U-74
- U-75
- U-76
- U-77
- U-78
- U-79
- U-80
- U-81
- U-82
- U-83
- U-84
- U-85
- U-86
- U-87
- U-88
- U-89
- U-90
- U-91
- U-92
- U-93
- U-94
- U-95
- U-96
- U-97
- U-98
- U-99
- U-100

#### De la U-101 la U-167
- U-101
- U-103
- U-106
- U-107
- U-108
- U-109
- U-110
- U-111
- U-112
- U-113
- U-114
- U-117
- U-118
- U-119
- U-120
- U-122
- U-123
- U-124
- U-125
- U-126
- U-135
- U-136
- U-137
- U-138
- U-139
- U-140
- U-141
- U-142
- U-151
- U-152
- U-153
- U-154
- U-155
- U-156
- U-157
- U-158
- U-159
- U-160
- U-161
- U-162
- U-163
- U-164
- U-165
- U-166
- U-167

### Submarinele UB
Acestea au fost desemnate cu un prefix UB și au fost numerotate până la 154

#### De laUB-1laUB-100
- UB-1
- UB-2
- UB-3
- UB-4
- UB-5
- UB-6
- UB-7
- UB-8
- UB-9
- UB-10
- UB-11
- UB-12
- UB-13
- UB-14
- UB-15
- UB-16
- UB-17
- UB-18
- UB-19
- UB-20
- UB-21
- UB-22
- UB-23
- UB-24
- UB-25
- UB-26
- UB-27
- UB-28
- UB-29
- UB-30
- UB-31
- UB-32
- UB-33
- UB-34
- UB-35
- UB-36
- UB-37
- UB-38
- UB-39
- UB-40
- UB-41
- UB-42
- UB-43
- UB-44
- UB-45
- UB-46
- UB-47
- UB-48
- UB-49
- UB-50
- UB-51
- UB-52
- UB-53
- UB-54
- UB-55
- UB-56
- UB-57
- UB-58
- UB-59
- UB-60
- UB-61
- UB-62
- UB-63
- UB-64
- UB-65
- UB-66
- UB-67
- UB-68
- UB-69
- UB-70
- UB-71
- UB-72
- UB-73
- UB-74
- UB-75
- UB-76
- UB-77
- UB-78
- UB-79
- UB-80
- UB-81
- UB-82
- UB-83
- UB-84
- UB-85
- UB-86
- UB-87
- UB-88
- UB-89
- UB-90
- UB-91
- UB-92
- UB-93
- UB-94
- UB-95
- UB-96
- UB-97
- UB-98
- UB-99
- UB-100

#### De laUB-101laUB-154
- UB-101
- UB-102
- UB-103
- UB-104
- UB-105
- UB-106
- UB-107
- UB-108
- UB-109
- UB-110
- UB-111
- UB-112
- UB-113
- UB-114
- UB-115
- UB-116
- UB-117
- UB-118
- UB-119
- UB-120
- UB-121
- UB-122
- UB-123
- UB-124
- UB-125
- UB-126
- UB-127
- UB-128
- UB-129
- UB-130
- UB-131
- UB-132
- UB-133
- UB-136
- UB-142
- UB-143
- UB-144
- UB-145
- UB-148
- UB-149
- UB-150
- UB-154

### Submarinele UC
Acestea au fost desemnate cu un prefix UC și au fost numerotate până la 105.

#### De laUC-1laUC-105
- UC-1
- UC-2
- UC-3
- UC-4
- UC-5
- UC-6
- UC-7
- UC-8
- UC-9
- UC-10
- UC-11
- UC-12
- UC-13
- UC-14
- UC-15
- UC-16
- UC-17
- UC-18
- UC-19
- UC-20
- UC-21
- UC-22
- UC-23
- UC-24
- UC-25
- UC-26
- UC-27
- UC-28
- UC-29
- UC-30
- UC-31
- UC-32
- UC-33
- UC-34
- UC-35
- UC-36
- UC-37
- UC-38
- UC-39
- UC-40
- UC-41
- UC-42
- UC-43
- UC-44
- UC-45
- UC-46
- UC-47
- UC-48
- UC-49
- UC-50
- UC-51
- UC-52
- UC-53
- UC-54
- UC-55
- UC-56
- UC-57
- UC-58
- UC-59
- UC-60
- UC-61
- UC-62
- UC-63
- UC-64
- UC-65
- UC-66
- UC-67
- UC-68
- UC-69
- UC-70
- UC-71
- UC-72
- UC-73
- UC-74
- UC-75
- UC-76
- UC-77
- UC-78
- UC-79
- UC-90
- UC-91
- UC-92
- UC-93
- UC-94
- UC-95
- UC-96
- UC-97
- UC-98
- UC-99
- UC-100
- UC-101
- UC-102
- UC-103
- UC-104
- UC-105

### U-boot-uri destinate altor state
La izbucnirea Primului Război Mondial, Germania a preluat o serie de submarine aflate în construcție în șantierele navale germane pentru alte țări.
- SM UA (ex-Norwegian A class submarine A-5)
- U-66 - U-70 (ex-Austro-Hungarian U-7 class de la U-7 la U-11)

## Legături externe
- List of U-boats at U-boat.net
- List of German U-boats
- http://www.uboat.net/
- http://www.ubootwaffe.net/